# Ваханці

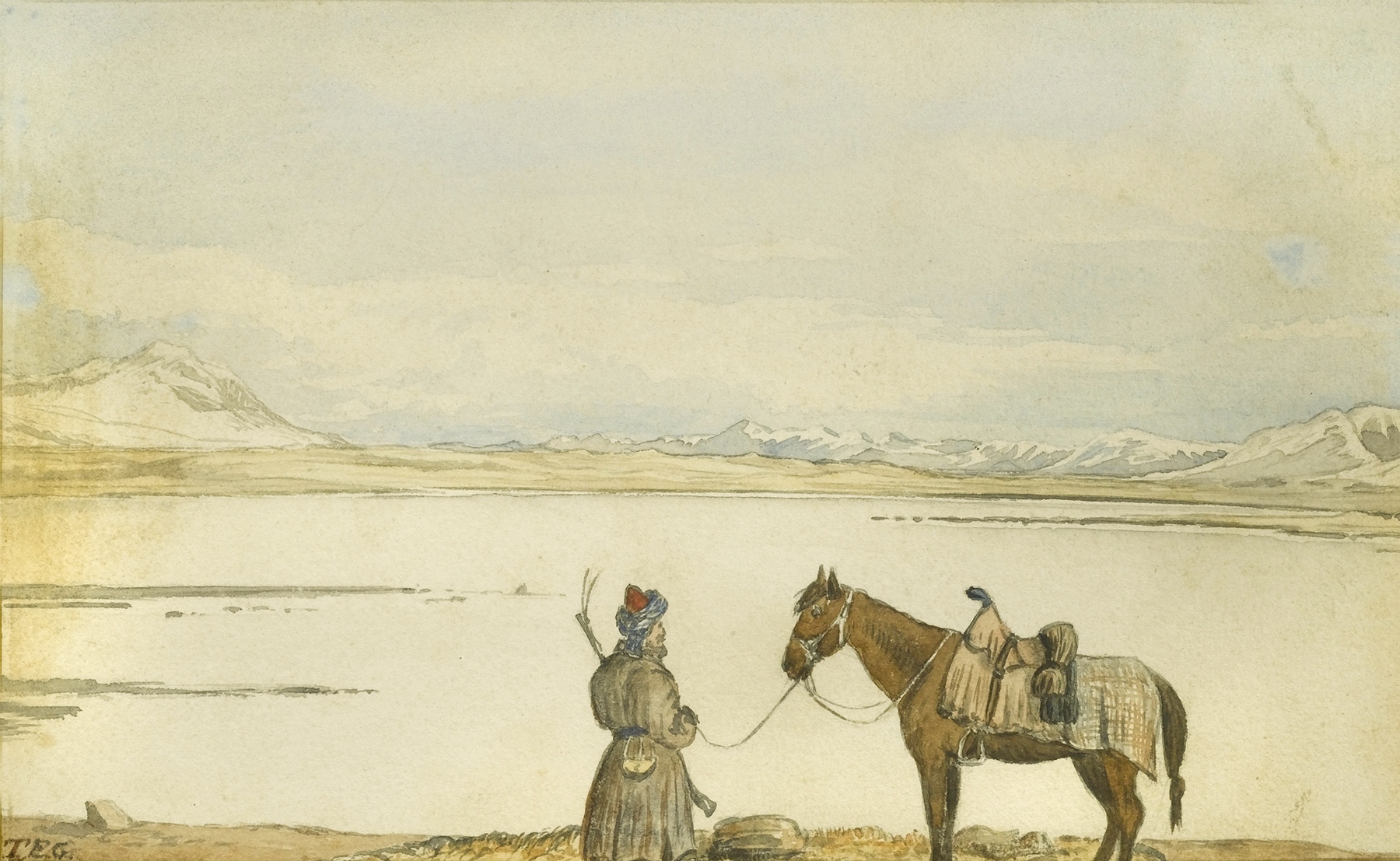
Ваханець — провідник експедиції Т. Е. Гордона (Thomas Edward Gordon) на березі оз. Зоркул (Вікторія), намальований самим Гордоном

Ваханці (самоназва: khik, вахи, Ваханська:ښیک مردمِش, Шугнанська: Waxiēn, Таджицька:Вахониҳо, Перська:مردمان وخی) — один з памірських народів. Віруючі — мусульмани-ісмаїліти переважно нізарітського толку.

## Територія проживання
Ваханці розселені на територіях ряду країн:
- у Горно-Бадахшанській автономної області Таджикистану у верхів'ях річок Пяндж та Памір — у Ваханській долині Ішкашимського району ГБАО;
- в Афганістані, у найсхіднішій частині (район Вахан) афганської провінції Бадахшан на лівобережжі верхнього Пянджу та Вахандар'ї (на схилах Ваханського хребта);
- у Пакистані на півночі в долинах річок Ярхун, верхній Хунзи, Ішкуман в Читралі (Північно-Західна прикордонна провінція) і в кашмірському районі Гілгіт-Балтистан;
- у Сіньцзян-Уйгурському автономному районі Китаю у верхів'ях річки Яркенд та Сариколь — зокрема в префектурі Кашгар (у тому числі в Ташкурган-Таджицькому автономному повіті).

## Чисельність
Загальна чисельність ваханців становить 50 — 70 тис. осіб.
У Таджикистані — 11 900 осіб назвали рідною ваханську мову (за переписом 1989). В 21 сторіччі їх число може досягати в ГБАО 15 — 20 тис. осіб.
В Афганістані — до 13 000 осіб.
У Пакистані — 10 — 40 тис. осіб.
У СУАР КНР — до 15 000 осіб з 41 000 гірських «таджиків», відзначених саме так за переписом населення 2000 у КНР (інші в СУАР КНР — сарикольці).

## Мова
Розмовляють на Ваханській мові східної групи іранської гілки індоєвропейської родини мов. Також поширені таджицька, російська, дарі, урду. Практично всі говорять на бадахшанській говірці таджицької мови.

## Традиційні заняття
Належать до господарсько-культурного типу осілих орних хліборобів та скотарів високогірних зон Західного Паміру, Гіндукушу, Північних Гімалаїв та Каракоруму. Ваханська родина, що проживає в одному будинку, складається зазвичай не більше ніж з 15 осіб. Дорослі займаються землеробством, випасом худоби, різними домашніми промислами та ремеслами. Діти допомагають старшим пасти худобу та збирають хмиз і послід худоби, який у висушеному вигляді йде на паливо. Доїнням худоби та обробкою молока займаються жінки. Техніка підготовки полів до зрошування аналогічна ішкашимській, основними способами були валиковий та струменево-борозновий. Питома вага скотарства в господарстві збільшувалася із збільшенням висоти розташування селищ. Як і у інших памірців, було поширене ткацтво (чоловіче заняття), ткали шерсть дрібної рогатої худоби, а з вовни кіз і яків — на вертикальних ткацьких верстатах  — смугасті безворсові килими (скотарство). На горизонтальних ткацьких верстатах ткали вовняні тканини для традиційного одягу. Чоловіки пряли шерсть кіз і яків, а жінки — шерсть овець та верблюдів.
Великого розвитку досягло жіноче ручне гончарство.

## Одяг
Жінки в'язали вовняні (до колін) шкарпетки з багатим кольоровим орнаментом, які надягали під чоботи на м'якій підошві. Влітку ходили у взутті типу сандалій, як шугнанці. Головні убори — у жінок велике покривало, тепер косинки, а у чоловіків — тюбетейка (круглої форми з прямою околичкою та плоским верхом). Деякі жінки також носили тюбетейки, як і ішкашимки. З 1950-х років повсюди увійшов у побут одяг сучасного міського покрою, фабричного виготовлення. У жінок — місцева середньоазійська сукня на кокетці з середньоазійського шовку, сатину, оксамиту, фабричного виготовлення вовняні в'язані кофти, светри, шкарпетки, панчохи, взуття. Вовняні халати, овчинні шуби, вовняні візерункові шкарпетки без п'ят і чоботи на м'якій підошві головним чином носять чабани.

## Взаємовідносини
Як і у інших памірських народів, життя кишлачної громади та співіснуючі з нею патронімії ґрунтувалася багато в чому на звичайному праві. У ваханців аж до теперішнього часу зберігається багато нерозділених сімей. І малі, і нерозділені родини входять в патронімію (тухм) та пов'язані агнатною спорідненістю. Характерна взаємна допомога у господарських роботах і при різних сімейних подіях. Велику роль грав дядько — брат матері. У роки радянської влади тривав процес асиміляції ваханців таджиками, але ваханці зберігають свою етнонаціональну самосвідомість; паралельно з 2-ї половини XX століття йде процес консолідації всіх памірських народів в одну етнічну спільність.